# Alkoholizirani mošt
Alkoholizirani mošt je u Republici Hrvatskoj, u smislu Pravilnika o proizvodnji vina, proizvod od grožđa. To je mošt kojem se dodatkom alkohola sprječava početak vrenja, a koji ima stvarnu alkoholnu jakost od 12 vol % do 15 vol %, pri čemu je alkohol vinskog podrijetla, alkoholne jakosti od 52 vol % do 95 vol %.